# كريستيان بيستروفيتش
كريستيان بيستروفيتش (بالكرواتية: Kristijan Bistrović) هو لاعب كرة قدم كرواتي في مركز الوسط ولد في يوم 9 أبريل 1998 في بلدة كوبريفنيتسا في كرواتيا، يلعب حالياً مع نادي سسكا موسكو وسبق له اللعب مع نادي سلافن بيلوبو، لعب مع منتخب كرواتيا تحت 21 سنة لكرة القدم ويبلغ طوله 183 سم.

## روابط خارجية
- كريستيان بيستروفيتش على موقع الاتحاد الأوربي (الإنجليزية)
- كريستيان بيستروفيتش على موقع اتحاد كرواتيا (الكرواتية)
- كريستيان بيستروفيتش على موقع اتحاد تركيا (لاعب) (الإنجليزية)
- كريستيان بيستروفيتش على موقع قاعدة بيانات كرة القدم.إي يو (الإنجليزية)
- كريستيان بيستروفيتش على موقع ليكيب (الفرنسية)
- كريستيان بيستروفيتش على موقع Soccerbase.com (لاعب) (الإنجليزية)
- كريستيان بيستروفيتش على موقع Soccerway.com (الإنجليزية)
- كريستيان بيستروفيتش على موقع عالم كرة القدم.نت (الإنجليزية)
- كريستيان بيستروفيتش على موقع AS.com (الإسبانية)